# Угрюмов, Александр Иванович
Александр Иванович Угрюмов (1944—2022) — советский и российский учёный и педагог в области географии и метеорологии, издатель, доктор географических наук, профессор. Директор научно-технического издательства «Гидрометеоиздат» (1989—2004). Заслуженный метеоролог Российской Федерации (2004).

## Биография
Родился 5 августа 1944 года в Москве.
В 1966 году окончил географический факультет МГУ имени М. В. Ломоносова по кафедре метеорологии и климатологии. С 1966 по 1981 год на научно-исследовательской работе в Гидрометеорологическом научно-исследовательском центре СССР, где занимался вопросами в области долгосрочных  прогнозов погоды, оценкой и внедрением новейших методик гидрометеорологических прогнозов. В 1970 году окончил аспирантуру при Гидрометцентре СССР.
С 1981 года на педагогической работе в Ленинградском гидрометеорологическом институте в качестве преподавателя и доцента по кафедре динамики океана, в 1989 году был назначен проректором этого института по научной работе. С 1989 по 2004 год являлся директором научно-технического издательства «Гидрометеоиздат». С 2004 года вновь на педагогической работе в Российском государственном гидрометеорологическом университете в качестве профессора по кафедре метеорологических прогнозов, где читал спецкурс «Долгосрочные прогнозы погоды» и «Синоптическая метеорология»
Скончался 2 апреля 2022 года в Москве.

## Научные достижения и вклад в науку
А. И. Угрюмов занимался вопросами в области географии и метеорологии, исследовал процессы в области метеорологических прогнозов, взаимодействия атмосферы и океана. В последние годы занимался исследованиями в рамках научного направления «Синоптическая и авиационная метеорология», в процессе этого исследования им были изучены такие явления как: крупномасштабное взаимодействие океана и атмосферы, краткосрочные и долгосрочные прогнозы погоды а так же общая циркуляция атмосферы. 
В 1970 году Угрюмов защитил кандидатскую диссертацию на соискание учёной степени кандидат географических наук по теме: «Квазидвухлетний цикл в экваториальной стратосфере и некоторые особенности весенне-летней циркуляции во внетропических широтах северного полушария»; в 1987 году защитил докторскую диссертацию на тему «Закономерности крупномасштабного взаимодействия Атлантического океана и атмосферы в умеренных широтах северного полушария». В 1989 году ему было присвоено учёное звание профессор.
Угрюмов являлся членом программных комитетов  II (СПб., 2018), III (СПб., 2019) и IV (СПб., 2020) Всероссийских конференций «Гидрометеорология и экология: достижения и перспективы развития», членом Организационного комитета Всероссийской научной конференции с международным участием «Земля и космос» (СПб., 2020) проводимой под эгидой СПбНЦ РАН и РФФИ, членом экспертного совета II Всероссийской конференции «Авиационная и спутниковая метеорология» (СПб., 2021). Он являлся автором более ста публикаций, трёх монографий и трёх учебников для высших учебных заведений; под его руководством было защищено пять кандидатских диссертаций. 11 октября 2004 года Указом Президента Российской Федерации «За заслуги в области метеорологии и многолетний добросовестный труд» Угрюмов был удостоен почётного звания Заслуженный метеоролог Российской Федерации.